# Lőrincz Csaba
Lőrincz Csaba (Sepsiszentgyörgy, 1959. augusztus 7. – Budapest, 2008. március 14.) publicista, egyetemi oktató, a magyar Országgyűlés külügyi és határon túli magyarok bizottságának főtanácsadója, a külügyminisztérium helyettes államtitkára, a Fidesz kisebbségi és külügyi szakértője.

## Életpályája
Lőrincz Csabát a Limes Körben folytatott ellenzéki tevékenysége miatt a román titkosszolgálat zaklatta, házkutatásokat tartottak nála, és ennek hatására 1986-ban Magyarországra költözött, ahol bekapcsolódott a rendszerváltás körüli politikai mozgalmakba. A Fidesz alapító tagja, kisebbségi és külügyi szakértője. A magyar Országgyűlés külügyi és határon túli magyarok bizottságának főtanácsadója, a külügyminisztérium helyettes államtitkára volt. Ezen minőségében, valamint egyetemi oktatóként és publicistaként meghatározó módon hozzájárult Magyarország nemzetpolitikájának és külkapcsolatainak formálásához. A 2001-ben elfogadott, a határon túli magyarokat támogató kedvezménytörvény megálmodója és megvalósításának kitartó támogatója.
Lőrincz Csaba az ún. bálványosi (tusványosi) folyamat egyik eszmei szerzője, a szabadegyetem programjainak megalkotója, haláláig a rendezvény állandó résztvevője és előadója volt.

## Művei
Halála után, 2010-ben adták ki A mérték című, 750 oldalas kötetet, amely elméleti munkásságát tartalmazza.
- A mérték. Egybegyűjtött írások tőle és róla; szöveggond., szerk. Borsi-Kálmán Béla, Filep Gusztáv, Zelei Miklós; Kisebbségekért – Pro Minoritate Alapítvány–Méry Ratio, Bp.–Somorja, 2010

## Emlékezete
- 2009-től emlékére Lőrincz Csaba-díjat osztanak ki. A díjat olyan személyek (kutatók, írók, újságírók) kaphatják, akik kiemelkedő külpolitikai, nemzetpolitikai tevékenységet folytatnak. A díjat minden év júniusában adják át.
- A tusványosi szabadegyetemen Lőrincz Csaba-sátor működik.